# 最上総合支庁

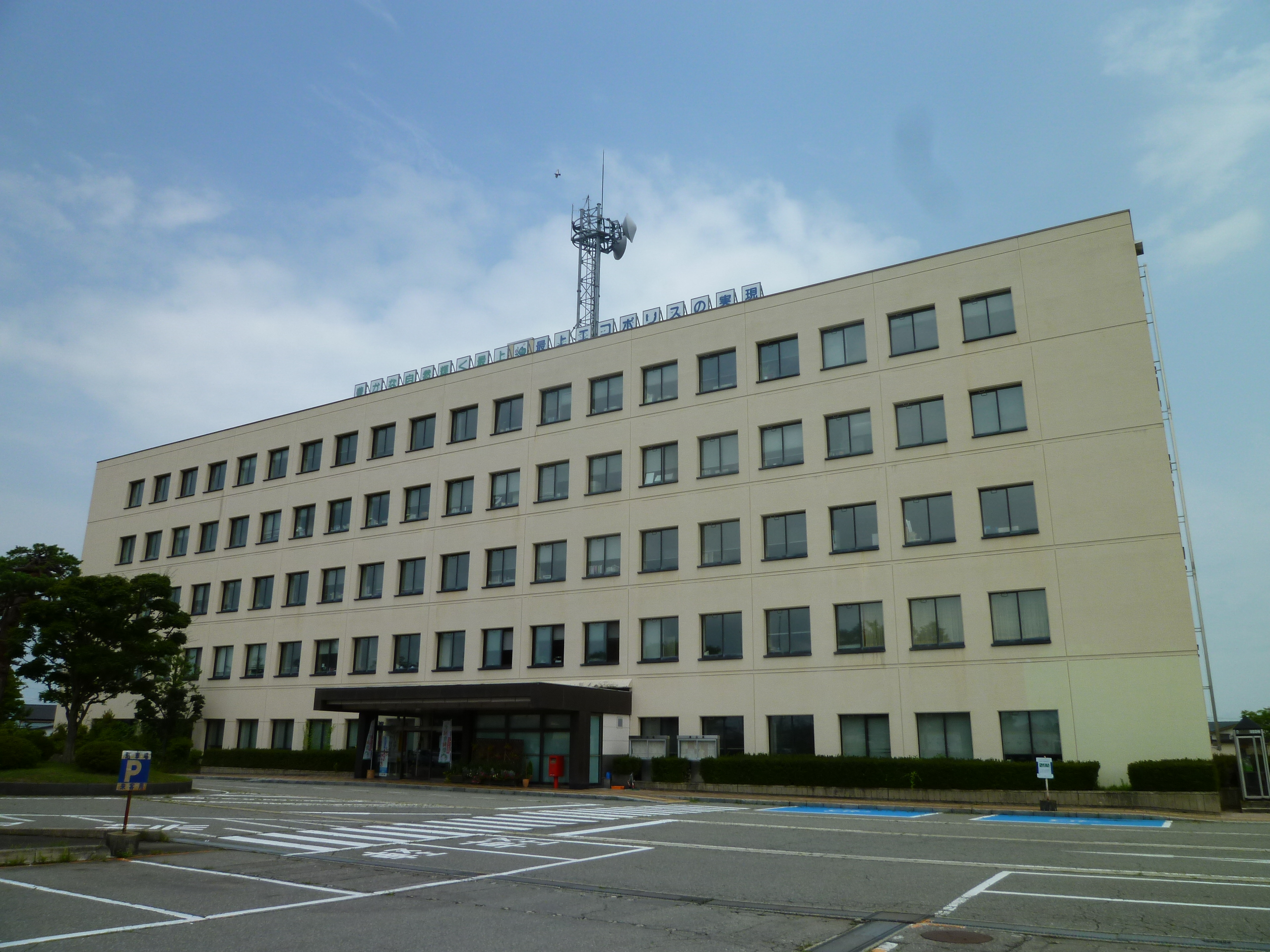
本庁舎外観

最上総合支庁（もがみそうごうしちょう）は、山形県の支庁のひとつ。山形県内陸北部の最上地方と呼ばれるブロックの、8市町村を所管区域とする。支庁の所轄範囲の地域自体を指す場合は、ブロック名を用いて、最上地方と呼ぶ場合が多い。

## 組織
山形県では2001年（平成13年）4月に、従来の地方事務所、保健所、農業改良普及センター、建設事務所などの県の出先機関をブロックごとに統合して総合支庁を設置した。
最上総合支庁の庁舎は新庄市金沢にあり、他の総合支庁と同じく総務企画部、保健福祉環境部、産業経済部、建設部が設置されている。

## 所在地
本庁舎
〒996-0002　新庄市金沢字大道上2034

## 所管市町村

山形県 地域区分図
■橙：村山地方
■青：最上地方
■緑：置賜地方
■紫：庄内地方
（濃色が市部、淡色が郡部）

- 新庄市
- 最上町
- 舟形町
- 金山町
- 真室川町
- 大蔵村
- 戸沢村
- 鮭川村